# Unicorn (album, Tyrannosaurus Rex)
Unicorn je třetí studiové album anglické rockové skupiny Tyrannosaurus Rex. Bylo vydáno 16. května 1969. Jedná se o poslední album Tyrannosaurus Rex, na kterém se podílel Steve Peregrin Took. Marc Bolan totiž odmítl začlenit Tookovy skladby na další album – A Beard of Stars, což nakonec vyústilo v Tookův odchod z kapely.

## Seznam skladeb
Autorem všech skladeb je Marc Bolan.
| Strana 1 | Strana 1                                                      | Strana 1 |
| Pořadí   | Název                                                         | Délka    |
| -------- | ------------------------------------------------------------- | -------- |
| 1.       | Chariots of Silk                                              | 2:26     |
| 2.       | Pon a Hill                                                    | 1:14     |
| 3.       | The Seal of Seasons                                           | 1:49     |
| 4.       | The Throat of Winter                                          | 1:59     |
| 5.       | Cat Black (The Wizard's Hat)                                  | 2:55     |
| 6.       | Stones for Avalon                                             | 1:37     |
| 7.       | She Was Born to Be My Unicorn                                 | 2:37     |
| 8.       | Like a White Star, Tangled and Far, Tulip That's What You Are | 3:49     |

| Strana 2 | Strana 2                        | Strana 2 |
| Pořadí   | Název                           | Délka    |
| -------- | ------------------------------- | -------- |
| 1.       | Warlord of the Royal Crocodiles | 2:11     |
| 2.       | Evenings of Damask              | 2:26     |
| 3.       | The Sea Beasts                  | 2:26     |
| 4.       | Iscariot                        | 2:53     |
| 5.       | Nijinsky Hind                   | 2:20     |
| 6.       | The Pilgrim's Tale              | 2:07     |
| 7.       | The Misty Coast of Albany       | 1:43     |
| 8.       | Romany Soup                     | 5:40     |

## Obsazení
- Marc Bolan – vokály, kytara
- Steve Peregrin Took – bongo, africké bubny, kazoo, pixiephone, čínský gong